# Thomas Ady

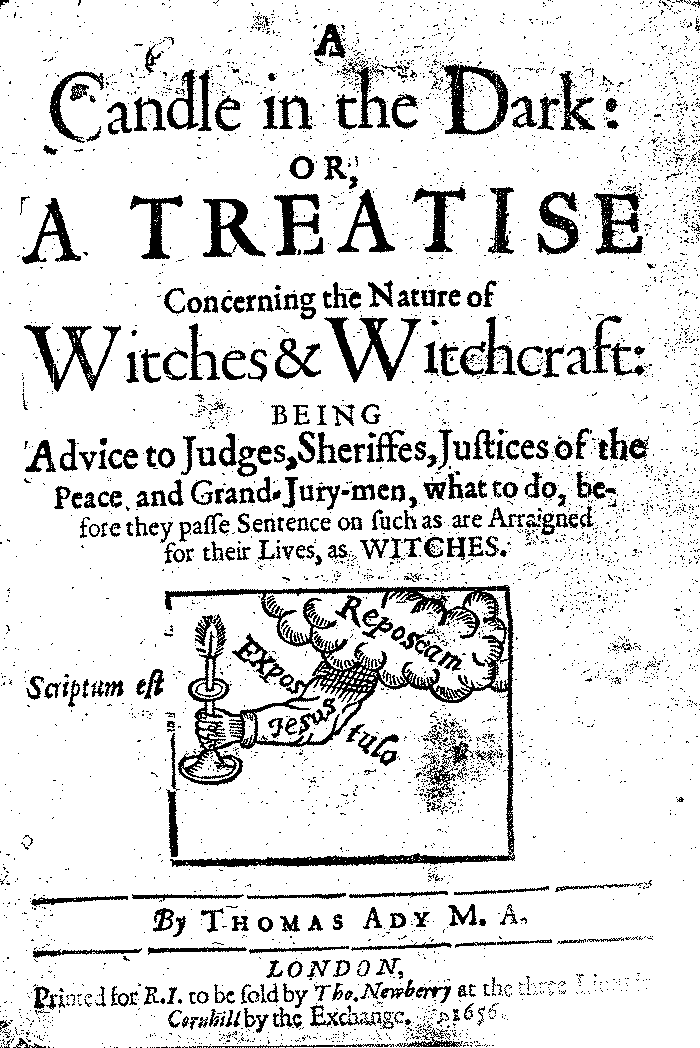
La portada del libro de Thomas Ady, A Candle in the Dark.

Thomas Ady (fl. siglo XVII) fue un médico y humanista inglés, autor de dos libros escépticos acerca de la brujería y la caza de brujas.
Su primer trabajo, y el más conocido, A Candle in the Dark: Or, A Treatise Concerning the Nature of Witches & Witchcraft, fue usado por George Burroughs, ministro puritano de la parroquia, en su defensa durante los juicios de Salem. La segunda publicación de Ady, publicado en 1661, se trataba de una reimpresión de su primer trabajo, con un título nuevo, A Perfect Discovery of Witches. El cambio en el título pudo haber sido en honor del libro de Reginald Scot  Discoverie of Witchcraft, el primer libro de su clase en la lengua inglesa. Los panfletos sobre los casos de brujería tendían a utilizar la palabra 'Descubrimiento' en sus títulos (The most strange and admirable discouerie of the three witches of Warboys, The vvonderfull discouerie of witches in the countie of Lancaster, etc.). En este sentido, el argumento de Ady es entonces el descubrimiento de lo que las brujas realmente son, a pesar de todas las acusaciones: inocentes.  Su tercera publicación fue The Doctrine of Devils proved to be the grand apostacy of these later times. An essay tending to rectifie those undue notions and apprehensions men have about daemons and evil spirits (1676).